# ویشواروپام (فیلم ۲۰۱۳)
ویشواروپام (به تامیلی: Vishwaroopam) فیلمی محصول سال ۲۰۱۳ و به کارگردانی کمال حسن است. در این فیلم بازیگرانی همچون کمال حسن، شکهار کاپور، راهول بس، پوجا کومار، آندریا جرمیا، جایدیپ اهلاوات، نثار، زارینا وهاب ایفای نقش کرده‌اند.
در سال ۲۰۱۸ دنباله این فیلم با نام ویشواروپام ۲ ساخته شد.